# Меггі Лоусон
Меггі Лоусон (англ. Maggie Lawson) — американська акторка. Насамперед відома завдяки ролі детектива Джульєтт «Джулс» О'Гари в телесеріалі «Ясновидець». У 2018—2019 роках виконувала роль Наталі Флінн у третьому й останньому сезоні серіалу «Смертельна зброя», що транслювався на телеканалі «Fox».

## Біографія
Почала зніматися в театральних постановках у восьмирічному віці. Пізніше стала ведучою дитячого шоу на WDRB Fox 41 Kid's Club у Луїсвіллі, а у 15 років переїхала до Лос-Анджелеса, щоб розпочати акторську кар'єру.
2011 року повернувся в театр, зігравши у виставі під назвою «Жадібні», режисера Джеймса Родея. П'єса йшла у Лос-Анджелесі протягом кількох вихідних.
На початку своєї акторської кар'єри з'являлася в таких ситкомах, як «Сібілл», «Хлопець пізнає світ» і «Великий ремонт». Грала як гостьові, так і другорядні ролі. Також з'явилася в таких серіалах, як «Таємниці Смолвіля» і «Втілення страху». Зіграла ролі в ситкомах «Все відносно» і «Крамби».
Разом з Джастіном Тімберлейком зіграла головну роль у діснеївській комедії «Вони помінялися місцями», а також виконала головну роль у діснеївському фільмі «Ненсі Дрю». Крім того, у цей період з'явилася в таких фільмах, як «Плезантвіль», «Хороші хлопці сплять самі» і «Чистильник».
У 2006—2014 роках грала роль детектива Джульєтт О'Гару в телесеріалі «Ясновидець». Повернулася до цієї ролі у фільмах «Ясновидець. Фільм» (2017), «Ясновидець 2. Леслі повертається додому» (2020) та «Ясновидець 3. Це — Ґас» (2021).
2013 року отримала головну роль в ситкомі «Повернутись у гру», що транслювався на телеканалі «ABC». 2014 року з'явилася у пілотному епізоді ситкому «Важлива дата» та зіграла одну з ролей в фентезійному ситкомі «Ангел із пекла» (2016). Також виконала невеликі ролі у серіалах «Два з половиною чоловіки», «У чотирьох стінах» та «Ранчо».
Зіграла Крісту в другому та третьому сезонах серіалу «Дієта з Санта-Кларіти», а також з'явилася у фільмі «Співак» (2018).
На каналі «Hallmark» Лоусон з'явилася у фільмах «Моє улюблене весілля» (2017), «Різдво на біс» (2017), «Історія про нас» (2019) та «Різдво в Евергріні» (2019).
2018 року знялася в третьому сезоні «Смертельної зброї» в ролі доктора Наталі Флінн, а також з'явилася в епізоді «Будинку на дереві» серіалу «Назустріч темноті».
2020 року зіграла головну героїню у комедійному серіалі «У меншості», що транслювався на телеканалі «FOX».

## Особисте життя
У 2006—2014 роках зустрічалася з Джеймсом Родеєм Родрігесом, колегою по серіалу «Ясновидець».
14 листопада 2014 року заручилася з актором Беном Колдиком. Пара одружилася 8 серпня 2015 року на сімейному ранчо Колдайків у Нью-Мексико. На початку 2017 року Лоусон вирішила розірвати стосунки й подала на розлучення..

## Фільмографія
| Рік       | Назва українською                       | Назва                                  | Роль                       | Нотатки                   |
| --------- | --------------------------------------- | -------------------------------------- | -------------------------- | ------------------------- |
| 1996–1997 | Нещасливі разом                         | Unhappily Ever After                   | Медлін                     | 4 епізоди                 |
| 1996      | Завислий час                            | Hang Time                              | Кім                        | 1 епізод                  |
| 1997      | Крок за кроком                          | Step by Step                           | Алана Міллс                | 1 епізод                  |
| 1997      | Хлопець пізнає світ                     | Boy Meets World                        | Деббі                      | 1 епізод                  |
| 1997      | Міго                                    | Meego                                  | Брук                       | 1 епізод                  |
| 1997      | Сібілл                                  | Cybill                                 | Дженніфер                  | 12 епізодів               |
| 1998      | Великий ремонт                          | Home Improvement                       | Саманта Гайес              | 1 епізод                  |
| 1998      | Келлі Келлі                             | Kelly Kelly                            | Еллі                       | 1 епізод                  |
| 1998      | Плезантвіль                             | Pleasantville                          | Ліза Енн                   | театральний фільм         |
| 1998      | Я чекала тебе                           | I've Been Waiting for You              | Деббі Мардок               | телефільм                 |
| 1999      | Нас п'ятеро                             | Party of Five                          | Алекса                     | Повторювана роль          |
| 1999      | Хороші хлопці сплять самі               | Nice Guys Sleep Alone                  | Меган                      |                           |
| 1999      | Швидка допомога                         | ER                                     | Шеннон Мітчелл             | 1 епізод                  |
| 1999      | Сімейні правила                         | Family Rules                           | Гоуп Гаррісон              | 6 епізодів                |
| 1999      | Робота                                  | Working                                | Джулі                      | 1 епізод                  |
| 1999      | Фелісіті                                | Felicity                               | Ребекка                    | 1 епізод                  |
| 2000      | Вони помінялися місцями                 | Model Behavior                         | Алекс Барроуз/Джанін Адамс | Телефільм                 |
| 2001      | Третій ступінь                          | The Third Degree                       | Джолі                      | Телефільм                 |
| 2001–2002 | Всередині Шварца                        | Inside Schwartz                        | Ів                         | головна роль              |
| 2002      | Ненсі Дрю                               | Nancy Drew                             | Ненсі Дрю                  | Телефільм                 |
| 2002      | Зради                                   | Cheats                                 | Джулі Меркель              | Телефільм                 |
| 2002      | Чуже серце                              | Heart of a Stranger                    | Аманда Маддокс             | Телефільм                 |
| 2002      | Таємниці Смолвіля                       | Smallville                             | Кріссі/Міссі Паркер        | 1 епізод                  |
| 2003      | Просто свято якесь!                     | Winter Break                           | Мішель Каспер              |                           |
| 2003–2004 | Все відносно                            | It's All Relative                      | Ліз Стоддард-Бенкс         | Головний акторський склад |
| 2004      | Заворожений                             | Spellbound                             | смертна жінка              | Телефільм                 |
| 2004      | Любов рулить                            | Love Rules!                            | Келлі                      | Телефільм                 |
| 2004      | Помста жінки середніх років             | Revenge of the Middle-Aged Woman       | Рейчел                     | Телефільм                 |
| 2005      | Поклик Тру                              | Tru Calling                            | Меган Робертс              | 1 епізод                  |
| 2006      | Крамбси                                 | Crumbs                                 | Андреа Мелоун              | регулярна роль            |
| 2006–2014 | Ясновидець                              | Psych                                  | Джульєтт О'Гарра           | Головний акторський склад |
| 2007      | Чистильник                              | Cleaner                                | Чері                       |                           |
| 2007      | Правила спільного життя                 | Rules of Engagement                    | Джесс                      | 1 епізод                  |
| 2008      | Втілення зла                            | Fear Itself                            | Саманта                    | 1 епізод                  |
| 2009      | Велике їдло                             | Still Waiting…                         | Еллісон                    |                           |
| 2009      | Убивча стрижка                          | Killer Hair                            | Лейсі Смітсоніан           | Телефільм                 |
| 2009      | Злочин моди. Агресивний імідж           | Hostile Makeover                       | Лейсі Смітсоніан           | Телефільм                 |
| 2009      | Геймер                                  | Gamer                                  | Ведуча новин #1            |                           |
| 2010      | Побачення з Діаною                      | A Date with Diana                      | Діана                      | короткометражка           |
| 2012      | Правосуддя                              | Justified                              | Лейла                      | 1 епізод                  |
| 2013–2014 | Вернутися у гру                         | Back in the Game                       | Террі Ґаннон-молодша       |                           |
| 2014      | Важлива дата                            | Save the Date                          | Кейт                       | Пілотна серія             |
| 2014–2015 | Два з половиною чоловіки                | Two and a Half Men                     | Місіс МакМартін            | 12 епізодів               |
| 2016      | Ангел з пекла                           | Angel from Hell                        | Еллісон                    |                           |
| 2017      | У чотирьох стінах                       | The Great Indoors                      | Рейчел                     | 4 епізоди                 |
| 2017      | Моє улюблене весілля                    | My Favorite Wedding                    | Тесс Гарпер                | Телефільм                 |
| 2017      | Ясновидець. Фільм                       | Psych: The Movie                       | Джульєтт О'Гарра           | Телефільм                 |
| 2017      | Різдво на біс                           | Christmas Encore                       | Шарлотт Лейсі              | Телефільм                 |
| 2017–2018 | Ранчо                                   | The Ranch                              | Джен                       | 7 епізодів                |
| 2018      | Співак                                  | Spivak                                 | Жанін Малголланд           | Netflix фільм             |
| 2018      | Дієта з Санта-Кларіти                   | Santa Clarita Diet                     | Кріста                     | 4 епізоди                 |
| 2018–2019 | Смертельна зброя                        | Lethal Weapon                          | наталі Флінн               | Повторювана роль          |
| 2019      | Історія про нас                         | The Story of Us                        | Джеймі                     | Телефільм                 |
| 2019      | Назустріч темноті                       | Into the Dark                          | Ребекка Вілер              | Епізод: «Treehouse»       |
| 2019      | Різдво в Евергріні                      | Christmas in Evergreen: Tidings of Joy | Кеті Коннелл               | Телефільм                 |
| 2020      | У меншості                              | Outmatched                             | Кей                        |                           |
| 2020      | Ясновидець 2. Леслі повертається додому | Psych 2: Lassie Come Home              | Джульєтт О'Гарра           | Телефільм                 |
| 2021      | Ясновидець 3. Це — Ґас                  | Psych 3: This Is Gus                   | Джульєтт О'Гарра           | Телефільм                 |
| 2021      | В очікувані Різдва                      | A Lot Like Christmas                   | Джессіка Робертс           | Телефільм                 |